# Parmotrema platyphyllinum
Parmotrema platyphyllinum är en lavart som först beskrevs av Vain., och fick sitt nu gällande namn av Elix. Parmotrema platyphyllinum ingår i släktet Parmotrema och familjen Parmeliaceae.   Inga underarter finns listade i Catalogue of Life.